# Jalil Saadeh
Jalil Saadeh (en árabe: خليل سعادة‎ Khalil Saadeh; Dhour Al-Shweir, Eyalato de Sidón; 1857 - São Paulo, Brasil; 10 de abril de 1934) fue un periodista, escritor, activista y médico libanés que también tuvo actividad en Egipto, Argentina y Brasil.
Defensor de la democracia, fue uno de los mayores exponentes del nacionalismo sirio y padre del político fundador del PSNS Antún Saadeh. Fue descrito como ≪un polímata y escritor prolífico, cuyas obras abarcan los campos de la política, la literatura, el periodismo, la escritura de novelas y la traducción≫, que, además, dominaba fluidamente el árabe literario, el árabe levantino y el inglés, a los que se sumaba su manejo del turco, del español, del portugués y del francés. 

## Biografía

### Primeros años y formación
Nació en 1857 en el pequeño poblado de Dhour Al-Shweir del Eyalato de Sidón en la Siria Otomana. Cursó sus estudios primarios en Beirut en la Escuela de Misioneros Americanos, dependiente de la American Board of Commissioners for Foreign Missions al igual que el entonces Colegio Protestante Sirio (actual Universidad Americana de Beirut); donde obtuvo su título de médico en 1883. Ejerció la medicina en Shweir y Beirut y escribió para la revista médica At-Tabib (en árabe: الطبيب‎), en la que también colaboraban científicos como George E. Post, Ibrahim Al-Yaziji y Bechara Zalzal.
Su primer artículo político fue publicado por Butros Al-Bustani -figura del Nahda y padre del nacionalismo sirio- en la revista Al-Yinan bajo el título El atraso y el progreso de nuestro país (en árabe: تأخر بلادنا وتقدمها‎ Ta'akhur biladina wataqadumuha).

### Entre Egipto y el Levante
Más tarde se mudaría a El Cairo, donde en 1886 publicó un libro de lingüística titulado Augurios Saadianos de la Literatura en Lengua Inglesa (en árabe: الطوالع السعدية في آداب اللغة الإنكليزية‎ Altawalie al-saediat fi adab allughat al'iinkilizia). En 1893, publicó también en El Cairo su primera novela en inglés, titulada El Príncipe Sirio o el Príncipe Murad (en árabe: الأمير السوري أو الأمير مراد‎ Al'amir alsuwriu 'aw al'amir murad); de trama típicamente oriental y rica en costumbres y tradiciones propias de Monte Líbano y Haurán.
En El Cairo cofundó la publicación Asamblea Central, abocado al autogobierno de los territorios bajo la autoridad de la Sublime Puerta. Durante el bienio 1902-03, escribió artículos médicos y políticos para el periódico Al-Ahram, a la vez que mantuvo contacto con los líderes del movimiento nacional egipcio.
En el verano de 1905, completó su primera novela en árabe, titulada Secretos de la Revolución Rusa (en árabe: أسرار الثورة الروسية‎ Asrar al-thawrat al-ruwsiati), una novela histórica que aborda las circunstancias que llevaron al estallido de la Revolución de 1905 en San Petersburgo. Al poco tiempo, también publicó otra novela histórica en árabe: Secretos de la Bastilla (en árabe: أسرار الباستيل‎ Asrar al-bastil), que se ambienta en la Revolución francesa.
En 1906, tradujo el Evangelio de Bernabé desde el inglés al árabe y publicó un libro de medicina bajo el título de Prevención de la tuberculosis pulmonar y métodos para tratarla (en árabe: الوقاية من السل الرئوي وطرق  علاجه‎ Al-wiqayat min al-suli al-riyawii waturuq eilajihi). Por otro lado, se desempeñó como corresponsal en Egipto para el periódico británico The Times, que le pagaba £5 por artículo.
En 1908, con el retorno de la Constitución otomana, regresó a su tierra natal y promovió la construcción de un hospital para el tratamiento de enfermedades infecciosas. En una obra de teatro organizada para recaudar fondos con ese fin, tuvo un altercado con el cónsul francés; que se negó a pagar las entradas que había adquirido. Saadeh se dirigió al cónsul en una carta abierta publicada en el periódico Lisan Al-Hal (en árabe: لسان الحال‎ La Boquilla) donde se explayó críticamente sobre la política intervencionista de Francia en la Siria otomana. La carta tuvo un gran impacto en la opinión pública, dado que el cónsul francés era a la sazón una autoridad respetada en Siria; especialmente en Monte Líbano por su posicionamineto pro-maronita.
Regresó a Egipto en 1909, donde retomó sus contribuciones para los periódicos Al-Ahram y The Times. Su trabajo más notable en esa época fue la finalización en dos volúmenes de su Diccionario Inglés Saadiano (en árabe: قاموس سعاده الإنكليزي‎ Qamus sueadih al'iinkliziu), publicado por Husny Bey Yeken; un erudito egipcio vinculado por su matrimonio con la familia real egipcia y amigo de Saadeh, que invirtió una suma considerable para la publicación del diccionario.
En 1913 enviudó de su esposa, Naifa, y a principios de 1914 los jedives le informaron de su renuencia a que permaneciera en Egipto por causa de sus posturas políticas; tras lo que partió al exilio a Sudamérica, donde pasaría los últimos veinte años de su vida.

### En Argentina

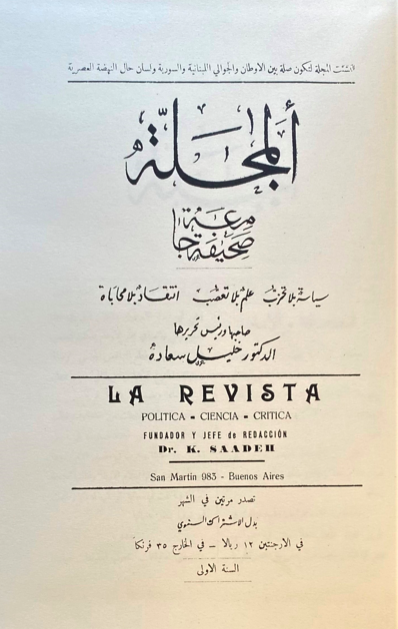
Tapa de Al-Mayalla.

En Buenos Aires, Saadeh publicó en árabe la revista Al-Mayalla (en árabe: المجلة‎ La Revista), de temática científica, política y literaria. Por otro lado, fue autor de investigaciones históricas y políticas para el diario en inglés Buenos Aires Standard, durante el bienio 1914-15. Fundó el Sindicato de la Prensa Siria en Argentina (en árabe: نقابة الصحافة السورية في الأرجنتين‎ Niqabat al-sahafat al-suwriat fi al'arjantin) a finales de 1915 para organizar a los periodistas del Mahyar local. En octubre de 1916, fundó el Colegiado Sirio (en árabe: الجامعة السورية‎ Al-jamieat al-suwria), con el fin de nuclear a los miembros de su colectividad, defender sus intereses como ciudadanos y abordar cuestiones culturales y sociales.
Con el fin de la Gran Guerra y el reparto de los dominios otomanos en el Máshrek para su «protección» (véase Acuerdo Sykes-Picot y Declaración Balfour), se llevó a cabo en Buenos Aires el 15 de febrero de 1919 la Primera Conferencia Democrática Nacional Siria, que eligió un comité ejecutivo y envió telegramas a la conferencia de paz celebrada en Paris -precursora del Tratado de Sèvres-, además de al presidente estadounidense Woodrow Wilson, al premier británico Lloyd George y a los ministerios de Relaciones Exteriores con sede en Washington, París, Londres y Roma para exigir la independencia de la Siria natural, protestando en particular contra Francia por su atribución de que le correspondía la «protección» de Siria.
Tras la conferencia, Saadeh conformó el Partido Nacional Democrático, cuyo programa político publicó en Al-Mayalla y cuyo lema era: independencia con nomadismo es preferible a esclavitud con civilización. El partido jugó un papel destacado en la difusión de la conciencia nacional en la diáspora siria en América, a la que Francia al simultáneo intentaba también persuadir.
En Buenos Aires publicó el Diario de la Liga Nacional Siria (en árabe: جريدة الرابطة الوطنية السورية‎ Jaridat Ar'Rábitat Al-Wataniat As'Suwriati) de 1929 a 1934 con énfasis en la unidad política de la Gran Siria y en oposición a los colonialismos franceses y británicos en la región.

### En Brasil
En 1919, Saadeh se mudó a São Paulo, donde se reunió con su hijo Antún, el cual venía de una estancia con parientes en Estados Unidos. En la ciudad paulista publicó al año siguiente el periódico semanal Al-Yarida (en árabe: الجريدة‎ El Periódico) con el fin de que sirviera de intermediario entre el Levante y los migrados sirios, libaneses y palestinos; enmarcado en la corriente del Nahda tardío. Al-Yarida se convertiría en una plataforma para muchas plumas de la diáspora sudamericana, donde se publicarían los primeros poemas de Elías Farhat y Rashid Salim Juri; además de los primeros artículos de Antún Saadeh, quien trabajó como asistente de su padre en la redacción del periódico. Años más tarde, Antún polemizaría con Juri en las páginas de Azzaubaha por la adscripción de este último al nacionalismo árabe en vez de al sirio.
En 1923, después de que Al-Yarida dejara de publicarse, Saadeh reeditó Al-Mayalla desde San Pablo, donde continuó publicándose durante dos años. En artículos que escribió en periódicos publicados en Brasil, Saadeh hizo un llamamiento a la comunidad siria a realizar donaciones para erigir una estatua de Yussef Al-Azma, asesinado por los franceses en 1920. Un escultor italiano fue encargado de su realización, que tras terminada fue enviada a Damasco; donde en 1951 sería colocada en la plaza del Consejo Popular de Siria.
Saadeh dejó muchos trabajos de investigación inéditos, además de una novela inconclusa titulada Antonio y Cleopatra (en árabe: أنطونيو وكليوبترا‎ Antuniu wakilyubtra). En el último período de su vida, se dedicó a estudiar la teoría de la relatividad de Einstein. Fallecería el 10 de abril de 1934 en la ciudad paulista. En su testamento, le dedicaría a su hijo Antún el poema Si... de Rudyard Kipling.